# Rosie Day

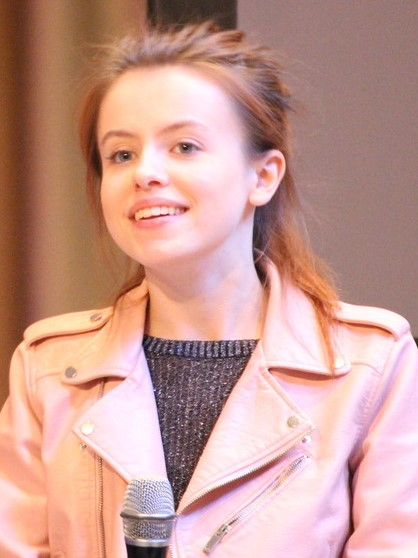
Rosie Day (2017)

Rosie Jane Day (* 6. März 1995 in Cambridge, Cambridgeshire, England) ist eine britische Schauspielerin und Synchronsprecherin.

## Leben
Day wurde am 6. März 1995 in Cambridge geboren. Sie hat eine ältere Schwester. Bereits im Kindesalter begann sie mit dem Schauspiel und wirkte 1999 in sechs Episoden der Fernsehserie Hope & Glory in der Rolle der Emma mit. In den nächsten Jahren folgten weitere, wiederkehrende Rollen in verschiedenen britischen Fernsehserien. 2002 spielte sie im Fernsehfilm Darwin's Daughter die Rolle der Etty Darwin. Von 2004 bis 2005 verkörperte sie in 24 Episoden der Fernsehserie Bernard’s Watch die Rolle der Nicolette. 2014 übernahm sie die Rolle der Kate im Film Ironclad 2 – Bis aufs Blut. 2015 stellte sie im Film All Roads Lead to Rome die Filmtochter von Sarah Jessica Parker dar. 2016 spielte sie in sechs Episoden der Fernsehserie Outlander die Rolle der Mary Hawkins.

## Filmografie (Auswahl)
- 1999: Hope & Glory (Fernsehserie, 6 Episoden)
- 2000: Black Books (Fernsehserie, 3 Episoden)
- 2002: In Deep (Fernsehserie, 2 Episoden)
- 2002: Big Train (Fernsehserie, Episode 2x03)
- 2002: Family Affairs (Fernsehserie, 7 Episoden)
- 2002: Darwin's Daughter (Fernsehfilm)
- 2003: Trust (Miniserie, 6 Episoden)
- 2004–2005: Bernard’s Watch (Fernsehserie, 24 Episoden)
- 2006: The Large Family (Fernsehserie)
- 2006: The Romantics (Miniserie)
- 2007: Fallen Angel (Miniserie)
- 2007: My Life as a Popat (Fernsehserie, 8 Episoden)
- 2008: Harley Street (Fernsehserie, 4 Episoden)
- 2009: Half Moon Investigations (Fernsehserie, Episode 1x03)
- 2009–2011: Doctors (Fernsehserie, 2 Episoden, verschiedene Rollen)
- 2010: Sommer in Transylvanien (Summer in Transylvania, Fernsehserie, Episode 1x05)
- 2012: Good Night (Kurzfilm)
- 2012: Holby City (Fernsehserie, Episode 14x15)
- 2012: The Seasoning House
- 2012: Inspector Banks (Fernsehserie, 2 Episoden)
- 2012: Homefront (Fernsehserie, 6 Episoden)
- 2013: Sixteen
- 2013: Misfits (Fernsehserie, Episode 5x01)
- 2014: Soror (Kurzfilm)
- 2014: Ironclad 2 – Bis aufs Blut (Ironclad: Battle for Blood)
- 2014: Heart of Lightness
- 2014: Turn Off Your Bloody Phone – Film 4 Frightfest: The Dark Heart of Cinema (Kurzfilm)
- 2014: Siblings (Fernsehserie, Episode 1x03)
- 2014: Girl to Girl (Kurzfilm)
- 2015: Howl – Endstation Vollmond (Howl)
- 2015: Cuffs (Miniserie, 3 Episoden)
- 2015: All Roads Lead to Rome
- 2016: Grantchester (Fernsehserie, Episode 2x03)
- 2016: The Bigger Picture (Kurzfilm)
- 2016: Millefeuille (Kurzfilm)
- 2016: Outlander (Fernsehserie, 6 Episoden)
- 2017: Butterfly Kisses
- 2017: Prime Suspect 1973 (Miniserie, 5 Episoden)
- 2017–2019: Living the Dream (Fernsehserie, 12 Episoden)
- 2018: Down a Dark Hall
- 2018: The Convent
- 2018: Peripheral
- 2018: Baby Shower (Miniserie, Episode 1x01)
- 2019: Good Omens (Fernsehserie, Episode 1x05)
- 2019: The Bookshop (Kurzfilm)
- 2019: Urban Myths (Fernsehserie, Episode 3x07)
- 2019: One Room (Kurzfilm)
- 2020: Olve (Kurzfilm)
- 2020: Indigo Valley
- 2020: Agatha Raisin (Fernsehserie, Episode 3x03)
- 2020: Doctor Who: The New Adventures of Bernice Summerfield (Podcastserie, Episode 6x02)
- 2020: Wings (Kurzfilm)
- 2020: Baby
- 2020: Limbo (Kurzfilm)
- 2021: McDonald & Dodds (Fernsehserie, Episode 2x03)
- 2021: Call the Midwife – Ruf des Lebens (Fernsehserie, 1 Episode)
- 2021: Instructions for a Teenage Armageddon
- 2022: End of Days (Kurzfilm)
- 2022: Sandman (The Sandman, Fernsehserie, 1 Episode)

## Synchronisationen (Auswahl)
- 2018: Unten am Fluss (Animationsserie, 4 Episoden)
- 2019: Arknights (Computerspiel)
- 2021: Bureiburi Deforuto II (Computerspiel)
- 2021: Final Fantasy XIV: Endwalker (Computerspiel)
- 2022: Toraianguru sutoratejî (Computerspiel)
- 2022: Xenoblade Chronicles 3 (Computerspiel)
- 2022: Sandman (Fernsehserie, Episode 1x11)
- 2023: Ten Dates (Computerspiel)
- 2023: Xenoblade Chronicles 3: Future Redeemed (Computerspiel)
- 2023: Phantom Blade, Executioners (Computerspiel)

## Theater (Auswahl)
- 2000 Summerfolk, Royal National Theatre
- 2001 The Playboy of the Western World, Royal National Theatre
- 2002 Winter’s Tale, Royal National Theatre
- 2006 Les Misérables, Sondheim Theatre, London
- 2010 Spur of the Moment, Royal Court Theatre
- 2011 Microwave, Royal National Theatre Studio
- 2012 Pussy Riot, Royal Court Theatre
- 2014 Velocity, Finborough Theatre
- 2018 Again, Trafalgar Studios
- 2019 The Girl Who Fell, Trafalgar Studios
- 2022 Instructions for a Teenage Armageddon, Southwark Playhouse
- 2022 The Fellowship, Hampstead Theatre